# 대장내시경

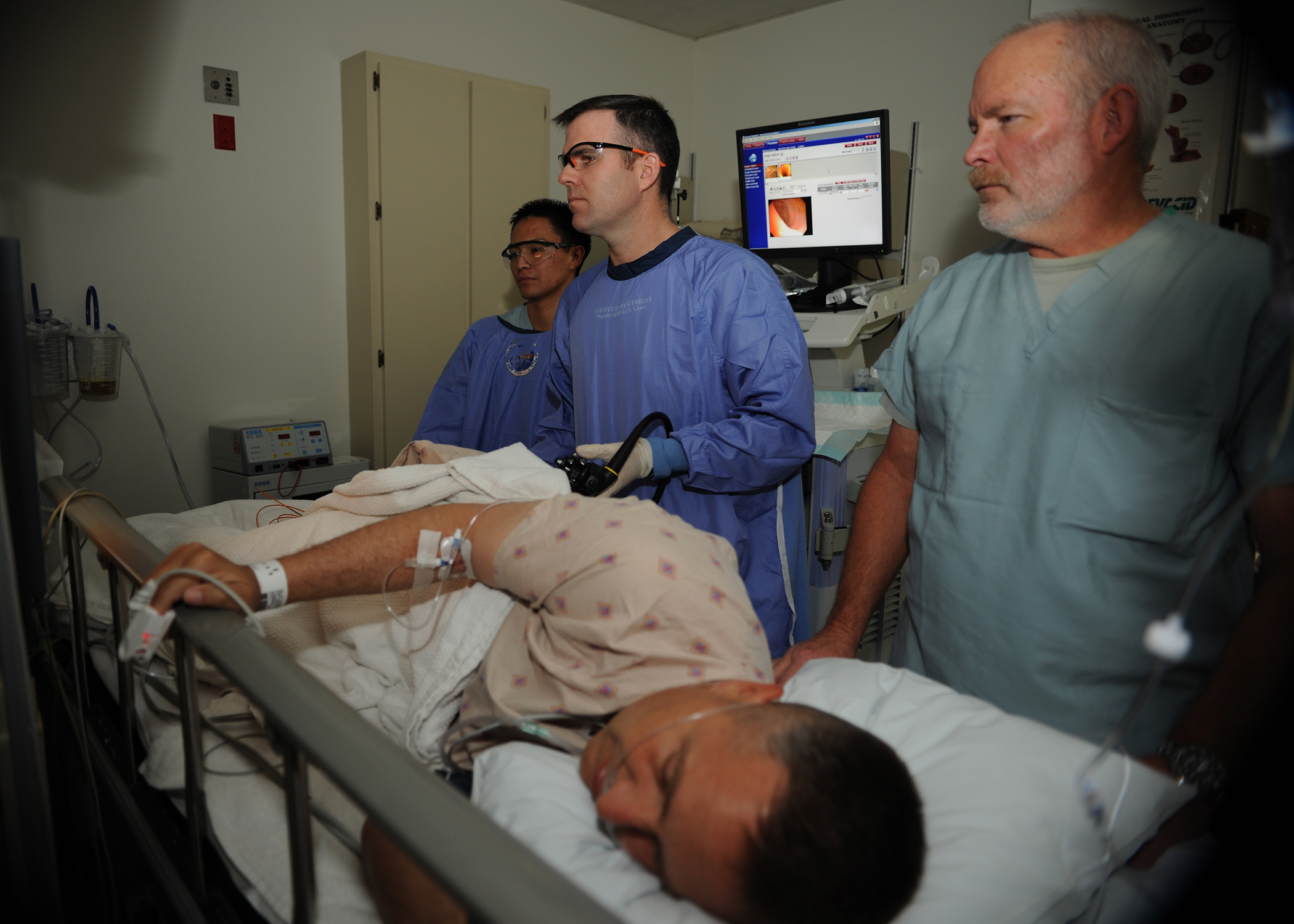
대장내시경을 통해 관찰되고 있는 모습

대장내시경(大腸內視鏡)은 항문으로 내시경을 삽입하여 대장 및 소장의 말단부위를 관찰하는 검사장비이다.

## 같이 보기
- 상부위장관내시경